# Пір Ахмет
Пір Ахмет (тур. Sultanzâde Pîr Ahmed Bey; д/н — бл. 1475) — 18-й володар бейліку Караманідів в 1464—1468 і 1469—1474 роках. Намагався зберегти самостійність своєї держави.

## Життєпис
Син Ібрагім-бея II та доньки османського султана Мехмеда I. У 1463 році, коли його батько фактично визнав іншого свого сина — Ісхака — спадкоємцем трону, Пір Ахмет повстав, взяв в облогу Конью, де перебував батько й брат. Зрештою Ібрагім-бей прорвався срізь ворожі війська, але помер Гевеле.
Пір Ахмет оголосив себе беєм в Коньї. Його брат став правити іншою частиною бейліка з Силіфке. Невдовзі Пір Ахмет змусив останнього тікати з країни. Але наприкінці 1464 або на початку 1465 року Ісхак повернувся з військами Узун-Хасана, бея Ак-Коюнлу, які здолали армію Пір Ахмета. Той втік до османського султана Мехмеда II. Останній надав війська, з якими Пір Ахмет завдав поразки Ісхаку у битві біля Дагпазарі, а 1466 року зовсім вигнав з бейліку, ставши одноосібним володарем.
У 1468 році Пір Ахмет, що перед тим визнав зверхність Османського султанату, відмовився підтримати свого сюзерена у війні проти Мамлюкського султанату. У відповідь війська Мехмеда II вдерлися до бейліку Караманідів — Пір Ахмет зазнав поразки й втік до держави Ак-Коюнлу. 1469 року за допомогою військ останньої повернув собі міста Караман і Нігде. Також отримав зброю від Венеціанської республіки, яка протистояла Османам в Егейському морі.
1470 року відправив брата Касима у похід до центральної Анатолії. Втім 1471 року зазнав поразки від Гедик Ахмеда-паші й знову втік до Ак-Коюнлу. 1472 року спільно з Узун-Хасаном вдерся до Анатолії, де зумів відвоювати Караман. Втім після поразки Узун-хасана в битві під Отлукбелі, де османське військо здобуло цілковиту перемогу, знову втік до Ак-Коюнлу. Невдовзі продовжив боротьбу, відвоювавши Ерменек, Менен і Силіфке. Але вже 1474 року знову зазнав поразки, його родина потрапила у полон. Пір Ахмет вкотре втік до Узун-Хасана, який передав йому у володіння місто Байбурт. Помер колишній бей 1475 року.